# Milonia (città antica)
Milonia, detta anche Milionia, era un'antica città marsa inclusa in epoca augustea nella regio IV Samnium. Corrisponde al contemporaneo territorio comunale di Ortona dei Marsi (AQ), in Abruzzo.

## L'antica fortezza
Grazie agli studi effettuati nel 1975 dall'inglese Andrew Slade è stato possibile localizzare con certezza l'antica fortificazione marsa di Milonia, tra le località montane di Casei ("Casej") e Colle Cavallo e le contrade dei contemporanei borghi di Cesoli e Rivoli, nel comune di Ortona dei Marsi, dove sono visibili i resti delle tombe, parti della cinta muraria e tracce delle porte dell'antico insediamento. Il nome originario della città militare sarebbe stato Milionia che nel corso dei secoli mutò in Melogne. Già in alcuni documenti ecclesiastici del X secolo la località viene citata con il nome di Melonie (o Melongie). Il toponimo Melogne, invece, appare affiancato al nome della chiesa "Sancti Quirici" (San Quirico) o "Sancti Quinci" (San Quinco) nei documenti ecclesiastici relativi alle bolle di Papa Clemente III e di Papa Pasquale II. L'edificio di culto è attestato in alcuni documenti ecclesiastici dell'archivio diocesano dei Marsi fino ai primi anni del XVI secolo. In seguito, probabilmente a causa del dialetto locale e della corruzione linguistica, il nome è mutato in Melogne, Melogna, quindi in Milonia.

## Storia
La fondazione dell'oppidum ("ocre" in lingua marsa) risale al V secolo a.C., mentre la presenza dell'uomo nell'area risalirebbe a 2000 anni prima di Cristo come hanno testimoniato ritrovamenti di carattere zoo-archeologico. 
Nel 301 a.C. il dittatore Marco Valerio Corvo, dopo aver sbaragliato i Marsi in una sola battaglia campale, li costrinse a trincerarsi nelle loro cittadelle fortificate, Milonia, Plestinia e Fresilia, che conquistò in rapida successione.
Qui si rifugiarono i Sanniti, alleati dei Marsi, nel 294 a.C., durante la Terza guerra sannitica, dalle truppe romane guidate dal console Lucio Postumio che espugnarono e distrussero la città.
La cittadella ricostruita nei pressi del colle di Cesoli venne depredata insieme alle ville rustiche che la circondavano nella seconda metà del VI secolo con l'avvento del Longobardi guidati da Faroaldo I che portarono distruzione e morte.
Nell'area di Ortona e della valle del Giovenco ebbe origine la gens Poppedia, famiglia italica di cui esponente più importante fu Quinto Poppedio Silone, comandante degli Italici nella Guerra sociale (91-88 a.C.). Poppedia Secunda, donna probabilmente legata a Poppedio Silone, venne sepolta in località Le Rosce, dove nel 1814 fu rinvenuta un'ara funeraria, successivamente esposta all'Aia dei Musei di Avezzano. A Milonia è stato attestato, tra gli altri, il culto della divinità di Vesuna (in lingua marsa "Vesune").